# Hypolimnas eriphile
Hypolimnas eriphile är en fjärilsart som beskrevs av Pieter Cramer 1782. Hypolimnas eriphile ingår i släktet Hypolimnas och familjen praktfjärilar. Inga underarter finns listade i Catalogue of Life.